# Spelaeochernes bahiensis
Spelaeochernes bahiensis är en spindeldjursart som beskrevs av Volker Mahnert 200. Spelaeochernes bahiensis ingår i släktet Spelaeochernes och familjen blindklokrypare. Inga underarter finns listade i Catalogue of Life.